# 屏東縣立佳冬國民中學
屏東縣立佳冬國民中學，簡稱佳冬國中，是一所位於屏東縣佳冬鄉的國民中學。

## 校史
- 民國五十六年（1967年）八月一日設置屏東縣潮州初級中學佳冬分部 ，黃順源校長任分部主任。[1]
- 民國五十七年（1968年）八月正式定名為佳冬國民中學，方沐秀校長任第一任校長。
- 民國六十四年（1975年）八月，呂新榮先生任第二任校長。
- 民國六十九年（1980年）八月，蘇萬生先生任第三任校長。
- 民國七十六年（1987年）二月，邱連治先生任第四任校長。
- 民國八十年（1991年）二月，謝德明先生任第五任校長。
- 民國八十四年（1995年）九月，宋招祿先生任第六任校長。
- 民國九十年（2001年）八月，陳茂林先生任第七任校長。
- 民國九十四年（2005年）八月，李明正先生任第八任校長。
- 民國九十六年（2007年）八月，劉文宗先生任第九任校長。
- 民國一百年（2011年）八月，莊崇昌先生任第十任校長。
- 民國一零六年（2017年）八月，鄭雅靜女士任第十一任校長。
- 民國一一三年（2024年）八月，張鑑堂先生任第十二任校長。

## 歷任校長
| 任次 | 姓名   | 備註 |
| ---- | ------ | ---- |
| 一   | 方沐秀 |      |
| 二   | 呂新榮 |      |
| 三   | 蘇萬生 |      |
| 四   | 邱連治 |      |
| 五   | 謝德明 |      |
| 六   | 宋招祿 |      |
| 七   | 陳茂林 |      |
| 八   | 李明正 |      |
| 九   | 劉文宗 |      |
| 十   | 莊崇昌 |      |
| 十一 | 鄭雅靜 |      |
| 十二 | 張鑑堂 | 現任 |

## 社團
- 藤球社
- 木球社
- 舞蹈社
- 手工藝社
- 彈撥社
- 機電整合社

## 外部連結
- 屏東縣立佳冬國民中學 （页面存档备份，存于）（繁體中文）
- 佳中大小事（繁體中文）